# Al-Uruba Club
L'Al-Uruba (in arabo نادي العروبة الرياضي الثقافي‎?) è una società calcistica emiratina di Fujaira. Milita nella Lega professionistica degli Emirati Arabi Uniti, la massima serie del campionato emiratino di calcio.

## Storia
Nel 1960 due squadre calcistiche furono create nelle città di Mirbah e Qidfa, conosciute rispettivamente con i nomi di Al Wehda e Al Najma. Entrambi i club però erano  deboli dal punto di vista finanziario e non riuscivano a guadagnare notorietà, quindi nel 1972 decisero di unirsi sotto il nome di 'Al-Uurba per rappresentare l'area di Mirbah-Qidfa, dell'Emirato di Fujaira.
Nella stagione 1991-92 vince la Prima Divisione degli UAE ottenendo una prima storica promozione per la  UAE Football League 1992-1993; il club però conclude la stagione all'ultimo posto in classifica con soli 3 punti conquistati e retrocede nuovamente in Prima Divisione.
Dopo trentadue anni passati nelle divisioni inferiori degli Emirati Arabi Uniti, l'Al-Uruba conquista ottiene nuovamente la promozione nella UAE Arabian Gulf League grazie al primo posto raggiunto nella UAE Division 1 2020-2021. La squadra però non riesce a mantenere la massima categoria, terminando in tredicesima e penultima posizione la classifica della UAE ADNOC Pro League 2021-2022, venendo così dopo un solo anno retrocessa in Prima Divisione.
L'Al-Uruba, torna nuovamente nella UAE Arabian Gulf League grazie alla vittoria della Prima Divisione 2023-2024, che permetta alla squadra di tornare nella massima divisione nazionale dopo due stagioni di assenza.

## Palmarès

### Competizioni nazionali
- Campionato emiratino di seconda divisione: 3

1991-1992, 2020-2021, 2023-2024

## Cronistoria recente
| Stagione | Livello | Squadre | Pos. | Coppa del Presidente    | UAE League Cup |
| -------- | ------- | ------- | ---- | ----------------------- | -------------- |
| 2008-09  | 2       | 16      | 4°   | Turno preliminare       | —              |
| 2009-10  | 2       | 8       | 5°   | Ottavi di finale        | —              |
| 2010-11  | 2       | 8       | 4°   | Ottavi di finale        | —              |
| 2011-12  | 2       | 8       | 8°   | Turno preliminare       | —              |
| 2012-13  | 2       | 14      | 6°   | Turno preliminare       | —              |
| 2013-14  | 2       | 13      | 9°   | Turno preliminare       | —              |
| 2014-15  | 2       | 11      | 6°   | Turno preliminare       | —              |
| 2015-16  | 2       | 9       | 5°   | Turno preliminare       | —              |
| 2016-17  | 2       | 9       | 3°   | Ottavi di finale        | —              |
| 2017-18  | 2       | 12      | 6°   | Ottavi di finale        | —              |
| 2018-19  | 2       | 10      | 3°   | Turno preliminare       | —              |
| 2019-20  | 2       | 11      | 9°   | Turno preliminare       | —              |
| 2020-21  | 2       | 11      | 1°   | Ottavi di finale        | —              |
| 2021-22  | 1       | 14      | 13°  | Ottavi di finale        | Primo turno    |
| 2022-23  | 2       | 17      | 13°  | Turno preliminare       | —              |
| 2023-24  | 2       | 17      | 1°   | Terzo turno preliminare | —              |
| 2024-25  | 1       | 14      | 14°  | Ottavi di finale        | Primo turno    |

## Organico

### Rosa 2024-2025
Aggiornato al 18 settembre 2024
| N. |                                | Ruolo | Calciatore                                 |
| -- | ------------------------------ | ----- | ------------------------------------------ |
| 2  | Brasile (bandiera)             | D     | Paulo Ricardo                              |
| 3  | Brasile (bandiera)             | D     | Lucas Mezenga                              |
| 4  | Emirati Arabi Uniti (bandiera) | D     | Salem Suleiman                             |
| 5  | Emirati Arabi Uniti (bandiera) | D     | Sultan Fayez (in prestito dal Khor Fakkan) |
| 6  | Emirati Arabi Uniti (bandiera) | C     | Mohanad Khamis                             |
| 7  | Iran (bandiera)                | A     | Mohammad Reza Azadi                        |
| 8  | Camerun (bandiera)             | C     | Appolinaire Kack                           |
| 9  | Emirati Arabi Uniti (bandiera) | A     | Abdulla Anwar                              |
| 10 | Emirati Arabi Uniti (bandiera) | A     | Rashid Mubarak                             |
| 11 | Gambia (bandiera)              | A     | Bubacarr Trawally                          |
| 14 | Nigeria (bandiera)             | C     | Yusuf Olatunji                             |
| 15 | Oman (bandiera)                | A     | Ali Al-Mazrouei                            |
| 16 | Emirati Arabi Uniti (bandiera) | D     | Mohamed Jalal                              |
| 17 | Emirati Arabi Uniti (bandiera) | D     | Eisa Ali Abbas                             |
| 18 | Emirati Arabi Uniti (bandiera) | C     | Shahin Suroor                              |
| 19 | Emirati Arabi Uniti (bandiera) | D     | Adel Sabeel (in prestito dal Khor Fakkan)  |
| 20 | Camerun (bandiera)             | C     | Petrus Boumal                              |
| 21 | Emirati Arabi Uniti (bandiera) | D     | Bader Rashed                               |

| N. |                                | Ruolo | Calciatore                                       |
| -- | ------------------------------ | ----- | ------------------------------------------------ |
| 25 | Emirati Arabi Uniti (bandiera) | D     | Mohammed Al-Yammahi (in prestito dall'Al Jazira) |
| 28 | Emirati Arabi Uniti (bandiera) | D     | Rashed Humaid                                    |
| 29 | Emirati Arabi Uniti (bandiera) | A     | Adel Mohammed                                    |
| 30 | Emirati Arabi Uniti (bandiera) | P     | Humaid Al-Najjar                                 |
| 33 | Emirati Arabi Uniti (bandiera) | P     | Jamal Abdalla (in prestito dall'Ittihad Kalba)   |
| 32 | Argentina (bandiera)           | C     | Patricio Ulises                                  |
| 36 | Nigeria (bandiera)             | C     | Damilare Salaudeen                               |
| 40 | Emirati Arabi Uniti (bandiera) | P     | Abdullah Yousef                                  |
| 44 | Emirati Arabi Uniti (bandiera) | P     | Mohammed Abdulla                                 |
| 47 | Oman (bandiera)                | D     | Hamid Al-Jabri                                   |
| 49 | Emirati Arabi Uniti (bandiera) | D     | Abdulaziz Abdulla                                |
| 55 | Emirati Arabi Uniti (bandiera) | P     | Talal Khameis                                    |
| 70 | Oman (bandiera)                | C     | Khalid Al-Jabri                                  |
| 71 | Camerun (bandiera)             | C     | David Nyengue                                    |
| 77 | Emirati Arabi Uniti (bandiera) | C     | Mohammed Al-Eter                                 |
| 78 | Emirati Arabi Uniti (bandiera) | C     | Faisal Khameis                                   |
| 80 | Serbia (bandiera)              | D     | Sinisa Jolacic                                   |
| 95 | Emirati Arabi Uniti (bandiera) | P     | Rashid Abdalla (in prestito dal Khor Fakkan)     |
| 99 | Mali (bandiera)                | C     | Tiécoura Traoré                                  |

### Staff Tecnico
| Posizione            | Nome             |
| -------------------- | ---------------- |
| Allenatore           | Bruno Pereira    |
| Vice Allenatore      | Khalifa Mubarak  |
| Allenatore Portieri  | Yaqoob Al-Wafi   |
| Preparatore Atletico | Luís Estanislau  |
| Match Analysis       | Abdullah Akonnor |
| Medico Sociale       | Abdusalam Ali    |
| Fisioterapista       | Fahad Al-Naqbi   |